# وارگراو
وارگراو (به انگلیسی: Wargrave) یک روستا و محله مدنی در بریتانیا است که در ووکینگهام واقع شده‌است. وارگراو ۱۶٫۲۸ کیلومتر مربع مساحت و ۳٬۸۰۳ نفر جمعیت دارد.